# HE 0437-5439
HE 0437-5439 — гіпершвидкісна зірка в сузір'ї Золотої Риби. Примітна тим, що дуже швидко рухається у напрямі із нашої Галактики. Зірку знайдено за допомогою космічного телескопа «Хаббл».
За розрахунками вчених зірка була «викинута» із великою швидкістю із центру нашої Галактики. Притому ця блакитна зоря — результат злиття двох зірок, які раніше становили подвійну систему. Рухається зі швидкістю 2,57 мільйонів кілометрів на годину, ця швидкість:
- у 3 рази більша за швидкість обертання Сонця навколо центру Галактики
- та в 2 рази більша за швидкість виходу із гравітаційного поля Галактики.

Зараз зірка знаходиться на відстані близько 200 тис. світлових років від центру Галактики (притому, що поперечник Галактики близько 100 тис. світлових років). Згідно з фізичними характеристиками зірка HE 0437-5439 повинна мати вік не більше 20 мільйонів років, тому вчені висловили гіпотезу про походження зорі.

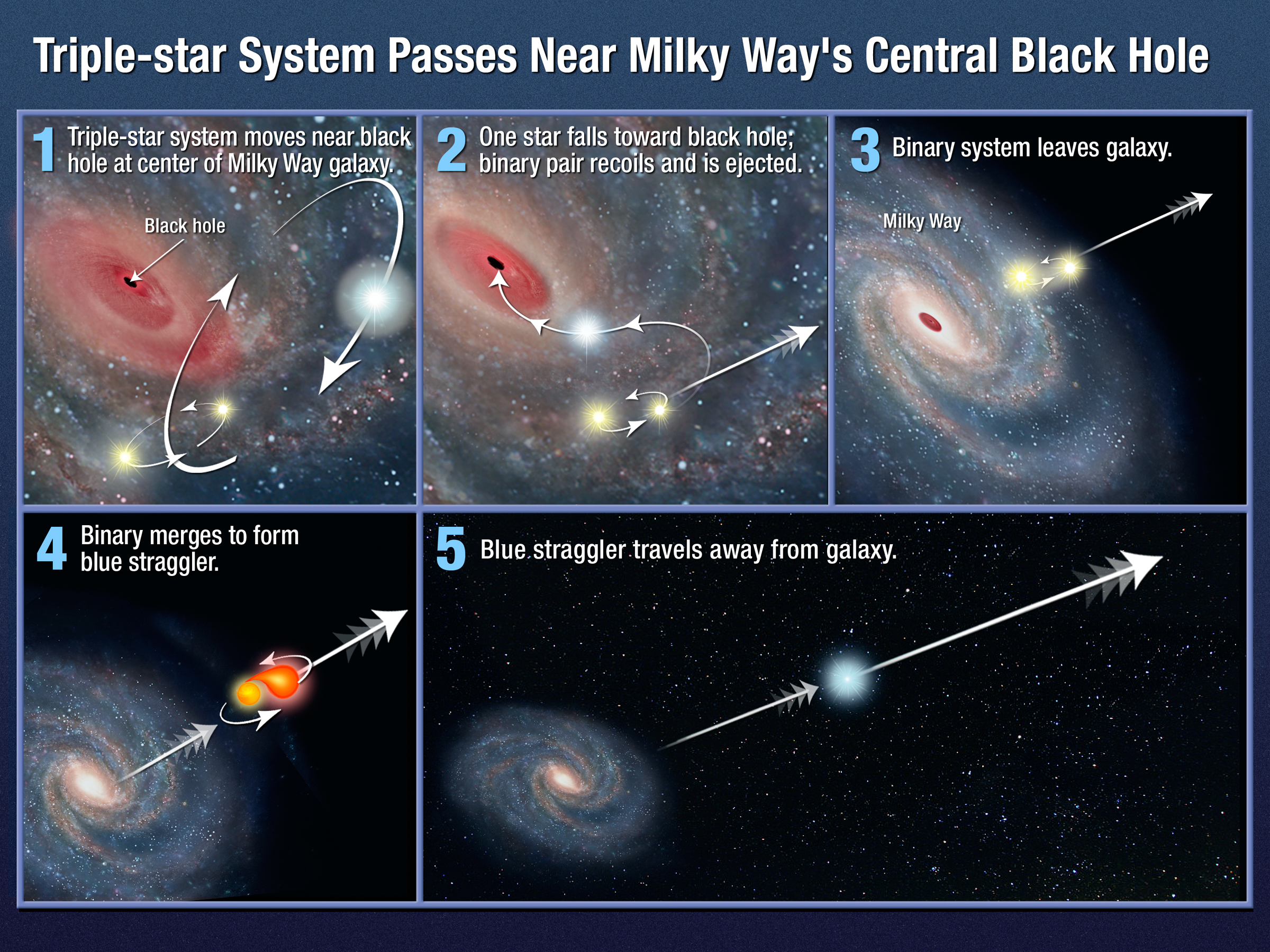
Еволюція потрійної зоряної системи HE 0437-5439

## Походження

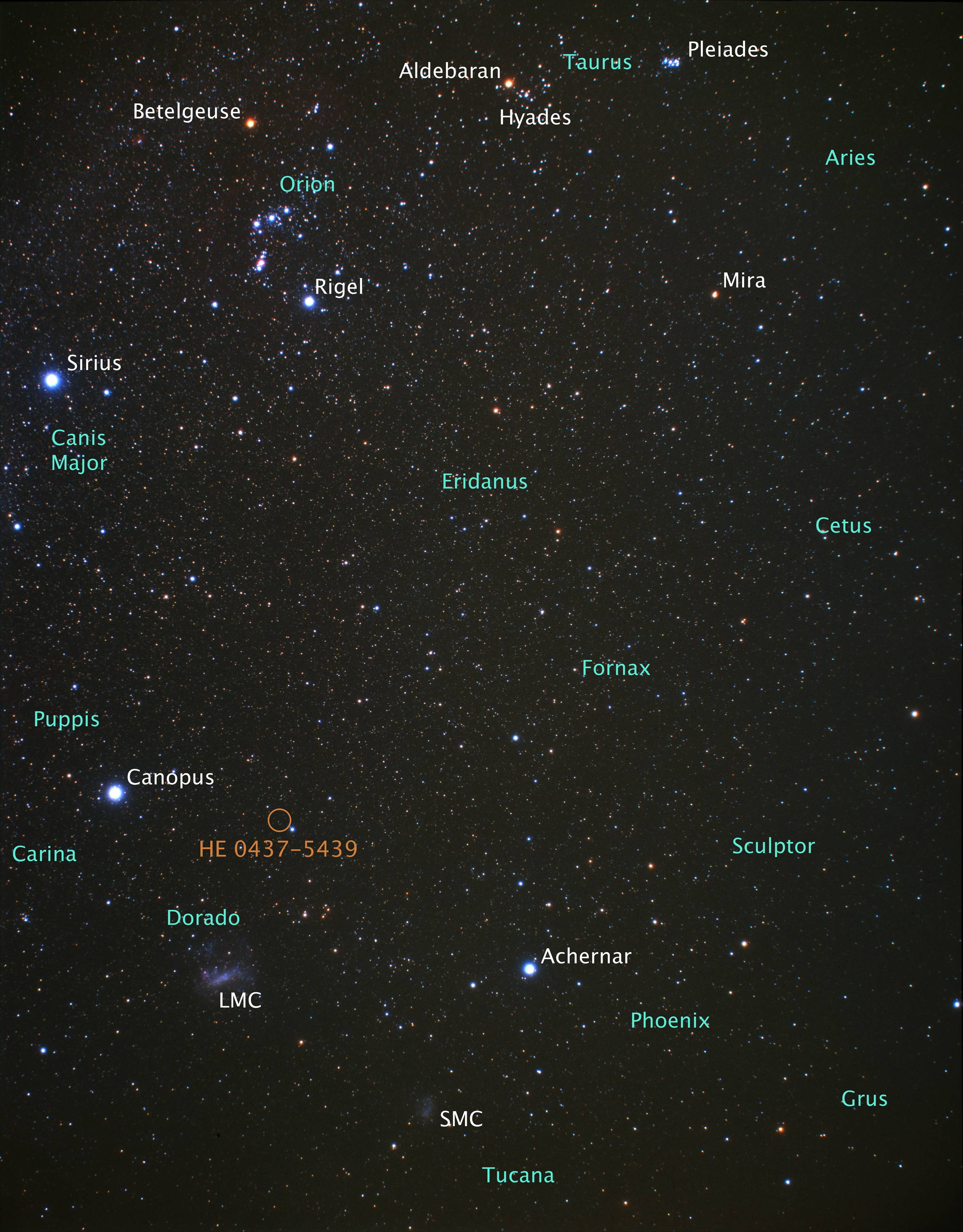
Місцерозташування зорі HE 0437-5439 на зоряному небі на 2010 рік.

Група астрономів під керівництвом Уоррена Брауна (Warren Brown) з Гарвард-Смітсоновського центру астрофізики (США) встановила можливий сценарій утворення незвичайної зірки. За їхніми припущеннями, потрійна зоряна система, що виникла в Чумацькому Шляху, опинилась 100 мільйонів років тому у полі тяжіння надмасивної чорної діри в центрі Галактики. Чорна діра поглинула одну із зірок та «вистрілила» двома іншими, які пізніше злились в одну зорю — «гіпершвидкісну» HE 0437-5439.